# ممشقة محزازية
ممشقة محزازية أو مشط الراعي أو مشط الر اعي لحياني شوك الدراج (الاسم العلمي: Dipsacus fullonum) هو نوع من النباتات يتبع جنس الممشقة من الفصيلة المعزية الورق.